# Morning Star
«Morning Star» (рус. «Морнинг стар»; с англ. «Утренняя звезда») — ежедневный британский таблоид левой направленности. Издавался с 1930 года под названием Daily Worker, представляя рупор Коммунистической партии Великобритании. C 1966 года носит современное название. В настоящее время редактируется в русле программы «Путь Британии к социализму» современной Коммунистической партии Британии, но не является её печатным органом.
После объявления состояния войны между Великобританией и Германией 3 сентября 1939 года редактор Daily Worker Джон Росс Кэмпбелл, пользуясь поддержкой генсека Коммунистической партии Великобритании Гарри Поллита, предложил рассматривать начавшуюся войну как продолжение антифашистской борьбы. Так как это шло вразрез с изменившейся установкой Коминтерна об «империалистической войне», руководство партии и газеты было сменено. Выпуск от 23 августа 1940 года, сообщавший об убийстве сталинским агентом Льва Троцкого, вышел со статьёй под характерным заголовком «Убит контрреволюционный гангстер» (A Counter Revolutionary Gangster Passes), написанной экс-редактором Кэмпбеллом.
С 21 января 1941 по 7 сентября 1942 года газета КПВ была запрещена британским правительством. Понадобилась широкомасштабная кампания с участием Хьюлетта Джонсона и Дж. Б. С. Холдейна и конференция с участием 2000 делегатов, чтобы запрет был снят. Редакции Daily Worker пришлось переехать, так как предыдущее здание было уничтожено во время лондонского блица 16 апреля 1941 года.
«Морнинг стар» освещает местные и зарубежные новости, акцентируя внимание на социальных проблемах и деятельности профсоюзов. Газета содержит также страницы, посвящённые спорту, искусству и телевидению, однако, в отличие от многих таблоидов, не печатает гороскопов и светской хроники.
Газета получала поддержку Коммунистической партии Советского Союза и широко распространялась в СССР — единственная британская газета, в советское время продававшаяся в сети киосков «Союзпечати». Среди других англоязычных газет, также широко распространявшихся, были американские Daily World и People’s World, канадская Canadian Tribune.
С 2004 года выпускается online-версия.
За десятилетия тираж газеты заметно упал (максимальный тираж 122 тыс. экземпляров был в 1947 году), в 2005—2006 годах, по разным данным, он составил 13—25 тыс.

## Редакторы
- 1930 — Уильям Раст
- 1933 — Джимми Шилдс
- 1935 — Идрис Кокс
- 1936 — Раджани Пальме Датт
- 1938 — Дейв Спрингхалл
- 1939 — Кэмпбелл, Джон Росс
- 1939 — Уильям Раст
- 1949 — Кэмпбелл, Джон Росс
- 1959 — Джордж Мэтьюз
- 1974 — Тони Чатер
- 1995 — Джон Хейлетт
- 2009 — Билл Бенфилд
- 2012 — Ричард Багли
- 2015 — Бен Чако[2]